# Goran Jelisić

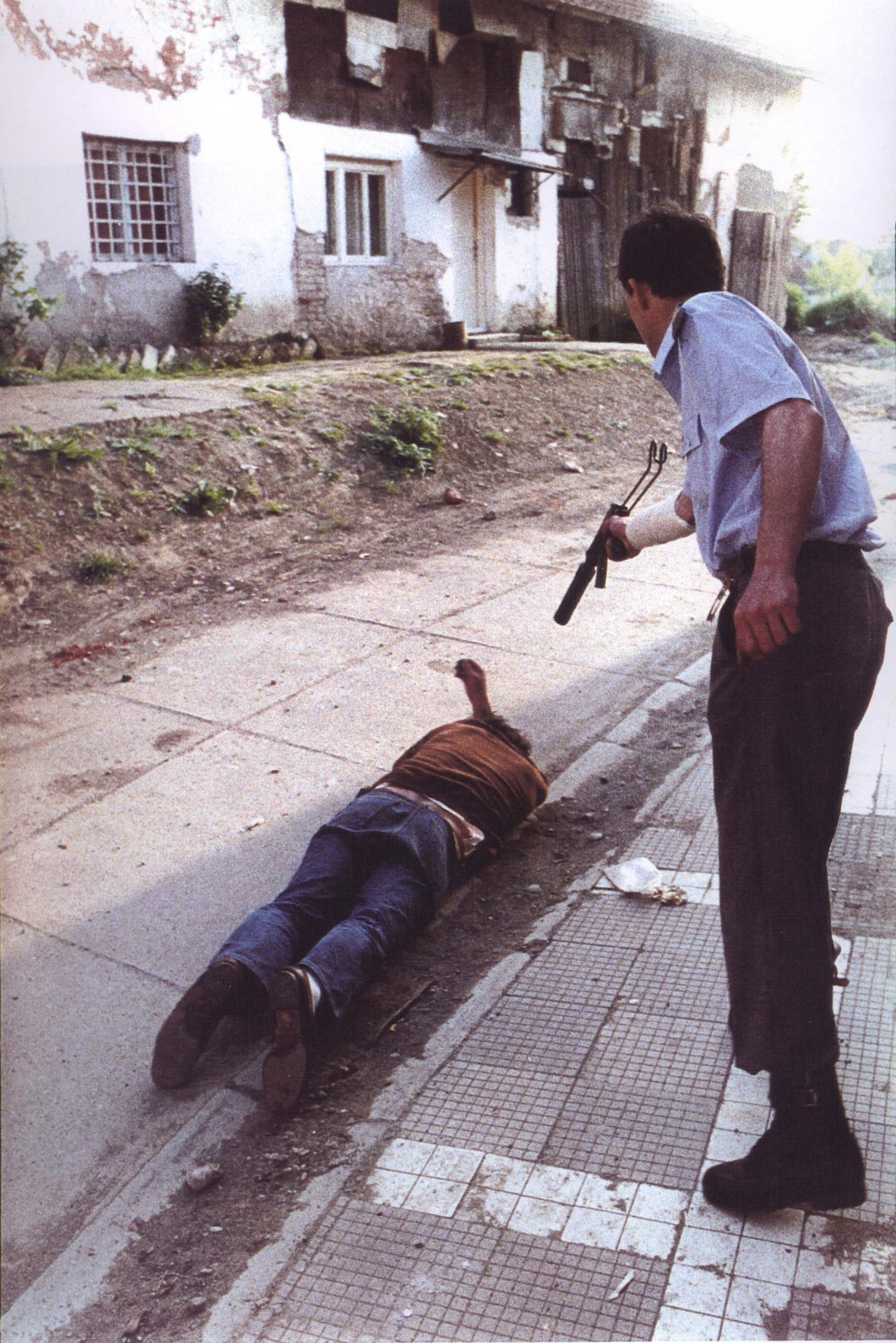
Goran Jelisić cometent un assassinat a Brčko. Fotografia de l'ICTY.

Goran Jelisić és un serbi de Bòsnia condemnat 
per crims contra la humanitat i violació dels costums de guerra pel Tribunal Penal Internacional per a l'antiga Iugoslàvia (ICTY). Nascut el 7 de juny de 1968 a Bijelijna, actual Bòsnia i Hercegovina, era mecànic de maquinària agrícola. Va cometre els seus crims al camp de presoners de Luka, durant la guerra de Bòsnia. Va ser detingut per unitats de la SFOR el 22 de gener de 1998 i transferit a L'Haia. El 1990 es va declarar culpable dels càrrecs, essent exculpat del de genocidi. Va ser condemnat a 40 anys, i el 29 de maig de 2003 transferit a Itàlia per a complir la seva condemna.